# Rosalia Lombardo
Rosalia Lombardo   (Palerm, 13 de desembre de 1918 - Palerm, 6 de desembre de 1920) va ser una xiqueta siciliana que va morir d'una pneumònia a causa de la grip espanyola, una setmana abans del seu segon aniversari. El pare de Rosalia, Mario Lombardo, en dol la seva mort, va demanar a Alfredo Salafia, un embalsamador, que conservés les seves restes. De vegades és anomenada "La bella dorment", el seu va ser un dels últims cadàvers ingressats a les catacumbes dels caputxins de Palerm a Sicília.